# Gonzalo Rabuñal
Rabuñal  Ríos est un nom espagnol. Le premier nom de famille, en général paternel, est Rabuñal ; le second, en général maternel, souvent omis, est Ríos.
Gonzalo Rabuñal Ríos (né le 1er août 1984 à Arteixo) est un coureur cycliste espagnol.

## Biographie
Il termine deuxième chez les juniors du championnat d'Espagne du contre-la-montre disputé en 2002. En 2004, il remporte chez les amateurs la première étape de la Vuelta a la Montaña Central de Asturias. Deux ans plus tard, il termine deuxième du Tour de Galice et troisième du Trofeo Pedro Herrero.
En 2007, il rejoint la formation Karpin Galicia qui fait partie des équipes continentales professionnelles. En 2009, au sein de l'équipe Xacobeo Galicia, il prend part à ses premiers grands tours, le Tour d'Italie et le Tour d'Espagne qu'il termine respectivement aux 115e et 67e places.
Lors de la saison 2010, il remporte le classement de la montagne du Tour du Pays basque.

## Palmarès
- 2002
  - Tour de Pampelune
  - 2e du championnat d'Espagne du contre-la-montre juniors
- 2004
  - 1re étape de la Vuelta a la Montaña Central de Asturias
- 2005
  - 3e de la Volta ao Ribeiro
- 2006
  - 2e de la Volta ao Ribeiro
  - 2e du Tour de Galice

## Résultats sur les grands tours

### Tour d'Italie
1 participation
- 2009 : 115e

### Tour d'Espagne
2 participations
- 2009 : 67e
- 2010 : 30e

## Classements mondiaux
| Année           | 2006 | 2007 | 2008 | 2009   | 2010   |
| --------------- | ---- | ---- | ---- | ------ | ------ |
| UCI Europe Tour | 897e |      | 415e | 1 256e | 1 238e |